# Przyborów (gromada w powiecie brzeskim)
Przyborów – dawna gromada, czyli najmniejsza jednostka podziału terytorialnego Polskiej Rzeczypospolitej Ludowej w latach 1954–1972.
Gromady, z gromadzkimi radami narodowymi (GRN) jako organami władzy najniższego stopnia na wsi, funkcjonowały od reformy reorganizującej administrację wiejską przeprowadzonej jesienią 1954 do momentu ich zniesienia z dniem 1 stycznia 1973, tym samym wypierając organizację gminną w latach 1954–1972.
Gromadę Przyborów z siedzibą GRN w Przyborowie utworzono – jako jedną z 8759 gromad na obszarze Polski – w powiecie brzeskim w woj. krakowskim, na mocy uchwały nr 19/IV/54 WRN w Krakowie z dnia 6 października 1954. W skład jednostki weszły obszary dotychczasowych gromad: Przyborów i Rudy-Rysie ze zniesionej gminy Szczepanów w tymże powiecie. Dla gromady ustalono 25 członków gromadzkiej rady narodowej.
31 grudnia 1961 z gromady Przyborów wyłączono wieś Rudy-Rysie włączając ją do gromady Szczurowa, po czym gromadę Przyborów zniesiono a jej (pozostały) obszar włączono do gromady Szczepanów.